# Ланцюговий екскаватор

Ланцюговий екскаватор.JPG

Ланцюговий екскаватор (рос. экскаватор цепной, англ. bucket-chain excavator; нім. Kettenbagger m) — самохідна гірнича машина безперервної дії з виконавчим органом у вигляді нескінченного ланцюга з закріпленими на ньому ковшами. Виконується на залізничному, гусеничному або крокуючому ходу з поворотною або неповоротною платформою.
Призначений для проведення розкривних або видобувних робіт верх. і ниж. черпанням у породах або вугіллі невисокої міцності при т-рі до -35°С, розробки виїмок (каналів) з видаленням породи у відвал або навантаження гірничої маси у трансп. засіб безперервної або циклічної дії. Ковші Е.л. (від 20 до 60 шт.) кріпляться на пальцях до шарнірів ланок нескінченного ланцюга, який переміщається тяговими зірками по котках і напрямних ковшової рами; нижня гілка ланцюга завжди рухається до екскаватора, відділяючи ковшами породу від вибою і транспортуючи її до місця розвантаження, розташованого біля ведучих зірок.
Порода з ковшів, які огинають тягові зірки, висипається або на приймальний стіл, який обертається, або на перевантажувальний конвеєр, які передають її в бункер або на відвальний конвеєр. Ківшева рама і відвальна стріла підвішуються, як правило, до металоконструкцій, які мають індивідуальні консолі противаг.
Сучасні Е.л. мають продуктивність від 36-73 м3/год. до 8-15 тис. м3/год. Вони використовуються на кар'єрах нерудних будматеріалів при розробці глин, піску, гравію і талих ґрунтів та ін.
Е.л. компонуються за шістьма принциповими схемами (рис.).

## Історія
Перше задокументоване використання ковшового ланцюгового екскаватора було в 1859 році французьким підприємцем Альфонсом Кувре. Кілька ланцюгових екскаваторів Couvreux були використані при будівництві Суецького каналу.

## Огляд
Ланцюговий екскаватор працює подібно до роторного екскаватора, використовуючи серію ковшів для копання матеріалу перед тим, як скинути його в ковшовий жолоб і відкласти через розвантажувальну стрілу. Основна відмінність полягає в тому, що ковші кріпляться на гнучкому ланцюзі, як і полотно бензопили, а не на жорсткому колесі. Ланцюговий екскаватор використовуються в основному для розкопки матеріалу під надбудовою транспортного засобу, тоді як роторні екскаватори зосереджені в основному на розкопці верхнього шару ґрунту та/або ресурсів.
Ланцюгові екскаватори відрізняються за діапазоном і розміром, хоча більшість із них надзвичайно великі, деякі з них здатні викопувати 14 500 м3/год. Наприклад, середній ланцюговий екскаватор від Tenova Takraf важить близько 1150 тонн і має загальну довжину 58,5 метрів із ковшовою драбиною 23,5 метра. Швидкість ковшового ланцюга становить 1,22 м/с із силою копання 1170 кН/м2. Ланцюгові екскаватори, такі як RK 5000 з Чехії, важать до 5000 тонн.